# Haguignettes
Les Haguignettes sont une très ancienne tradition normande désignant les étrennes que sollicitaient les enfants allant chanter de porte en porte au Jour de l'an. Elles désignent aussi traditionnellement la part des pauvres à la Chandeleur dans le pays de Caux.

## Étymologie
On rencontre également la forme reguignettes et l'orthographe aguignettes, cette dernière utilisée généralement dans les recettes de gâteaux en pâte feuilletée appelés également haguignettes. L'orthographe haguignette est correcte, le mot étant attesté sous cette forme au XVIIe siècle dans la Muse normande de David Ferrand, ouvrage rédigé en purin rouennais. Le h- initial est étymologiquement justifié par une famille de mots régionaux, comme haguer « hacher » et hagagne « rabougri, difforme » auquel haguignettes semble appartenir.

## Caractéristiques
Cette tradition est associée au Nouvel An. Gare alors aux fesse-mathieux qui rechignaient à mettre la main à la poche ! Les enfants entonnaient cette chanson pour convaincre les récalcitrants :
Haguignettes, haguignettes
Coupez mei un p’tit quignon
Si vous n’voulez point l’couper
Baillez mei l’pain entier
Haguignettes, ma marraine
Les rats ont mangé mon bonnet
Il y a p’us d’six semaines
Que j’couche sans mon capet
Haguignolet
Si vous n’voulez rein donner
À vot’porte j’allons pisser
Haguignettes, ma marraine
Donnez mei du pain, d’la crème
Si vous n’voulez pas m’en donner
Quat’ fourquettes dans vot’ gosier
Haguignolo

## Gâteaux
Les haguignettes ou aguignettes désignent également des gâteaux en pâte feuilletée découpée en divers motifs consommés en Normandie à la Saint Sylvestre. Habituellement, ils sont coupés en forme d'animaux différents, avec un raisin ou un morceau de chocolat en guise d'oeil.